# 윌리앙 다 시우바 바르보자
윌리앙 다 시우바 바르보자(브라질 포르투갈어: Willyan da Silva Barbosa, 1994년 2월 17일~)는 브라질의 축구 선수로 포지션은 윙어이다. 현재 K리그1의 수원 FC 에서 활동하고 있으며 K리그 등록명은 윌리안이다.

## 구단 경력
윌리앙은 2009년 리우데자네이루의 레미 FC에서 축구 선수 생활을 시작하였으며, 2011년 이탈리아 세리에 B의 토리노 FC 유소년 팀에 입단하였다. 그러나 윌리앙은 이탈리아 성인 무대에 데뷔하지는 못하였고, 2013년 포르투갈 2부리그인 세군다리가의 SC 베이라마르에서 첫 프로 계약을 체결하였다. 이후 CD 나시오날, 비토리아 세투발을 거쳤다.
2018년 그리스 1부 리그인 수페르리가 엘라다의 파네톨리코스 FC로 이적하였다.
2019년 3월 대한민국 K리그2 광주 FC로 이적하였다. 2019년 5월 20일 열린 서울 이랜드 FC와의 경기에서 K리그 데뷔골을 기록했다.
2021시즌을 앞두고 대한민국 K리그2 경남 FC로 이적하였다.
2022시즌 여름이적시장을 통해 대전 하나 시티즌으로 이적하였다.
2022시즌이 종료된 후 이민성 감독과 불화설이 터졌다. 결국 이적을 선택한 윌리안은 2023시즌을 FC 서울에서 뛰게 되었다.

## 개인사
윌리앙은 브라질 국적 외에 이탈리아 국적도 보유하고 있다.

## 수상 내역

### 팀

#### 광주 FC
- K리그2 우승: 2019

### 개인
- K리그2 베스트 11: 2022